# 婿
婿（旧字体：壻、むこ）とは、娘の夫たる男性である。広義には娘に限定せず、同じ家の女性の夫を意味することもある。

## 概要
義理の息子、夫、旦那、娘婿（むすめむこ、じょせい）、女婿（じょせい）など呼び方は多数あるが、日本の一般的な家庭ではカップルではなく子どもを中心とする風潮があるためお父さんと呼ばれる事が多い。
結婚したとき妻の姓に合わせた男性に対し「婿養子」と言われることがあるが、現行の民法で婿を婿養子にする場合は婚姻届に加えて夫が妻の親を養親とする養子縁組が必要となるので、これは誤りである。